# Desmanthus interior
Desmanthus interior är en ärtväxtart som först beskrevs av Nathaniel Lord Britton och Joseph Nelson Rose, och fick sitt nu gällande namn av Arthur Allman Bullock. Desmanthus interior ingår i släktet Desmanthus och familjen ärtväxter. Inga underarter finns listade i Catalogue of Life.